# Karl Silbereisen
Karl Silbereisen (* 12. Oktober 1901; † 17. Februar 1974 in Hofheim am Taunus) war ein deutscher Chemiker.
Karl Silbereisen studierte ab 1921 Chemie in Gießen und München. In Gießen war er Mitglied des Corps Teutonia. Nach der Promotion zum Dr. phil. wurde er 1930 wissenschaftlicher Mitarbeiter am Institut für Gärungsgewerbe in Berlin. 1938 habilitierte er sich an der Friedrich-Wilhelms-Universität Berlin. 1939 bis 1945 leistete er Militärdienst. 1951 wurde Silbereisen Privatdozent an der Technischen Universität Berlin, 1952 außerordentlicher Professor, 1962 ordentlicher Professor für chemisch-technische Analyse.